# 巴塔哥尼亞獾臭鼬
巴塔戈尼亞獾臭鼬（学名：Conepatus humboldtii），又名阿根廷臭鼬，是臭鼬科獾臭鼬属的一種动物，分佈在阿根廷、智利及巴拉圭。
主要是吃蟲類，但是冬天也吃齧齒目動物和腐肉，尤其是蟲不夠的時候。

## 保育狀況
牠們被列為《瀕危野生動植物種國際貿易公約》附錄二的物種，被限制出口及貿易。